# 塔尔诺布热格共和国
塔尔诺布热格共和国（波蘭語：Republika Tarnobrzeska）是一个短暂存在的政治实体，于1918年11月6日在波兰城市塔尔诺布热格宣布成立。它的主要创始人是两位社会主义活动家：托马斯·达巴尔和天主教神父尤金纽斯·奥康。

## 历史
共和国的理念源于1918年秋天几乎每天都会发生的大规模农民示威。塔尔诺布热格曾是奥匈帝国（加利西亚和洛多梅里亚王国）的一部分，帝国的解体造成了政治动荡。11月6日，在约3万人举行示威后，当地农民决定趁机夺取政权。
当俄罗斯革命的消息传到塔尔诺布热格时，当地的社会主义活动家决定追随共产主义思想。他们要求清算资本主义政府并进行土地改革，从富裕的地主手中夺走土地并将其交给贫农。在奥康和达巴尔的领导下，农民开始组织地方行政机构和农民民兵。
1919年初，塔尔诺布热格共和国遭到新成立的波兰军队的镇压。奥康神父被捕，但很快被释放，当地人选举他为波兰议会议员。